# اس‌دبلیو بیزینس اوییشن
اس‌دبلیو بیزینس اوییشن (به انگلیسی: SW Business Aviation) یک شرکت هواپیمایی است که در تاریخ ۲۰۰۷ میلادی تأسیس شده است. دفتر مرکزی اس‌دبلیو بیزینس اوییشن در باکو، جمهوری آذربایجان واقع شده‌است و قطب این شرکت هواپیمایی در فرودگاه بین‌المللی حیدر علی‌اف قرار دارد.